# 瓦內冰川
75°15′S 110°19′W / 75.250°S 110.317°W
瓦內冰川（英語：Vane Glacier）是南極洲的冰川，位於瑪麗伯德地，處於墨菲火山東北坡，最終在艾斯貝格角和博伊德角之間注入克羅松冰架，根據美國地質調查局的測量和美國海軍的空中照片被繪入地圖。